# Brandon Saine
Brandon Croft Saine (Piqua, 14 dicembre 1988) è un giocatore di football americano, di nazionalità statunitense, che gioca nel ruolo di running back nella National Football League (NFL) attualmente è free agent. Dopo non essere stato scelto nel corso del Draft NFL 2011 firmò coi Packers. Al college ha giocato a football all'Università statale dell'Ohio.

## Carriera professionistica

### Green Bay Packers
Saine firmò in qualità di free agent non scelto nel draft coi Green Bay Packers il 28 luglio 2011. Nella sua stagione da rookie, Saine disputò 8 partite, nessuna delle quali come titolare, totalizzando 69 yard corse su 19 possessi a una media di 3,8 yard per possesso. Brandon disputò anche la gara dei playoff persa contro i New York Giants in cui corse una volta per tre yard. Il 24 aprile 2013 fu svincolato dai Packers dopo aver fallito un test fisico.

## Vittorie e premi
Nessuno

## Statistiche
| Partite totali             | 8  |
| Partite totali da titolare | 0  |
| Yard su corsa              | 69 |
| Touchdown su corsa         | 0  |